# The Gift of the Magi
The Gift of the Magi is een kort kerstverhaal geschreven door O. Henry en voor het eerst uitgebracht in 1905. Het verscheen oorspronkelijk in The New York Sunday World onder de titel Gifts of the Magi op 10 december 1905 en werd later opgenomen in O. Henry's verhalenbundel The Four Million in april 1906.

## Inhoud
Het verhaal volgt het jonge echtpaar Della en Jim Dillingham Young, die met beperkte financiële middelen proberen geheime kerstcadeaus voor elkaar te kopen. 

## Externe Links
- The Gift of the Magi